# Cliona celata
A Cliona celata a szaruszivacsok (Demospongiae) osztályának Clionaida rendjébe, ezen belül a Clionaidae családjába tartozó faj.
A Cliona szivacsnem típusfaja.

## Előfordulása
A Cliona celata előfordulási területe az Atlanti-óceán mindkét partján, valamint az Északi-, a Földközi- és az Adriai-tengerekben van. További állományai találhatók a Mexikói-öbölben és Brazília tengervizeiben is. A hajók ballasztvizével Új-Zélandra is eljutott.

## Megjelenése
Az állat színezete élénk kénsárga.

## Életmódja
Táplálékául a vízben lebegő szerves részecskéket szűri ki. A Sponginticola uncifera és a Stenopontius humesi nevű evezőlábú rákok (Copepoda) a külső élősködői; az előbbi a szivacs belsejébe is behatol.

## Képek

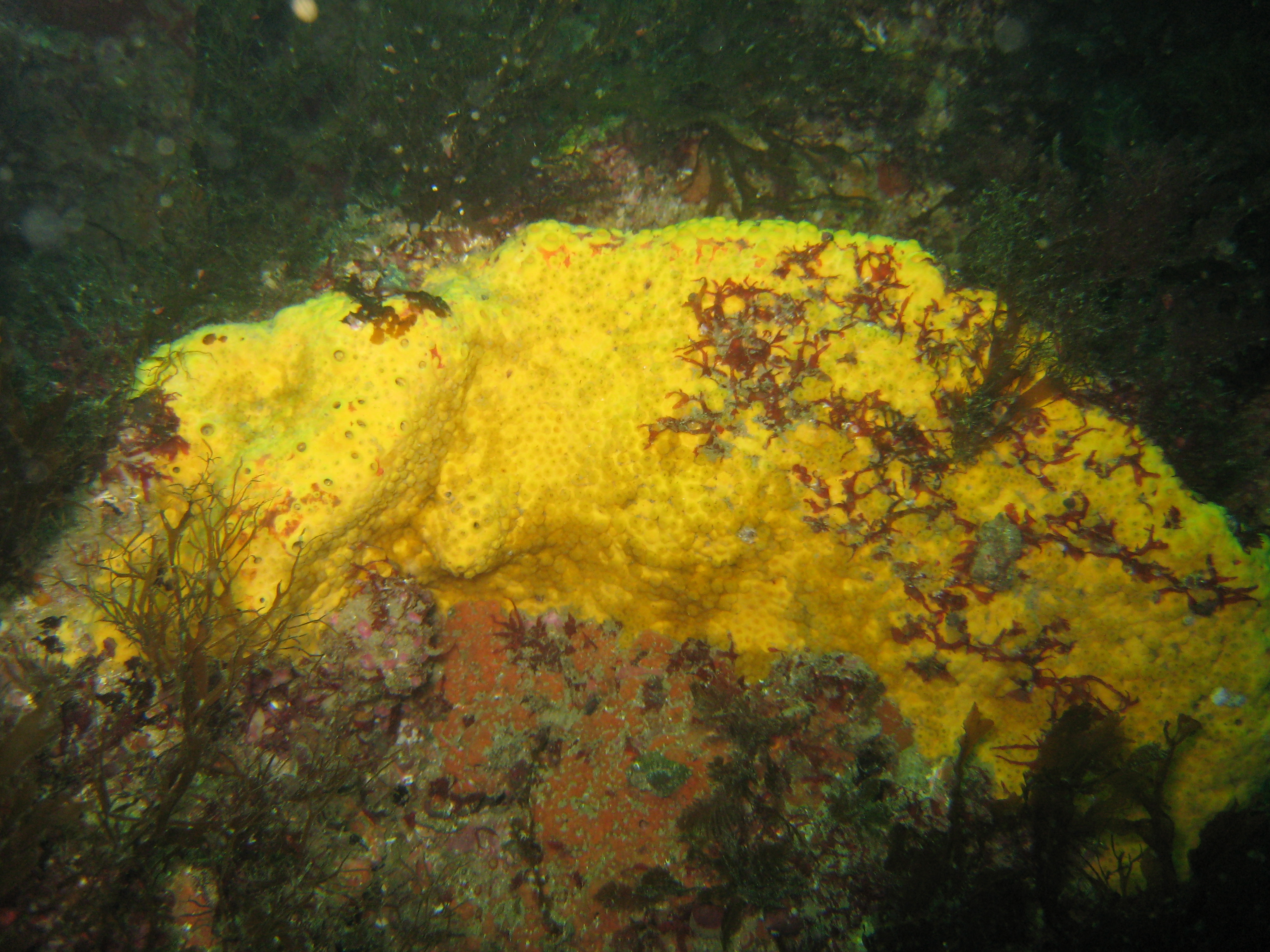
Élő példány
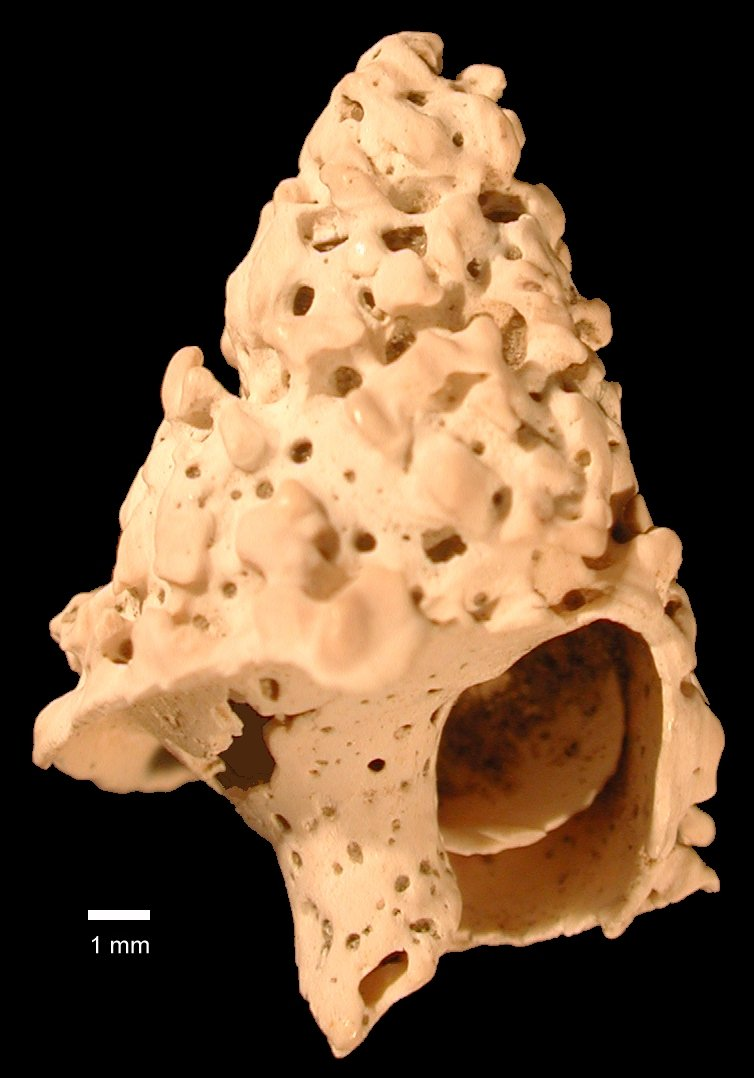
Egy tengeri csiga házára telepedve
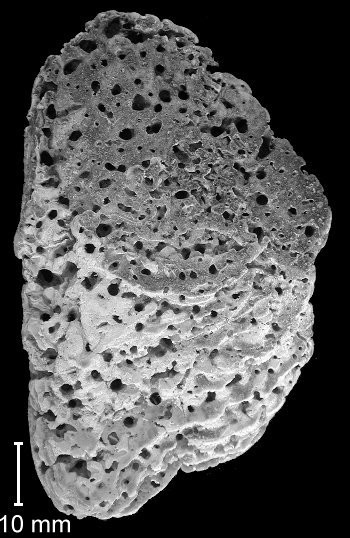
Osztrigára telepedve
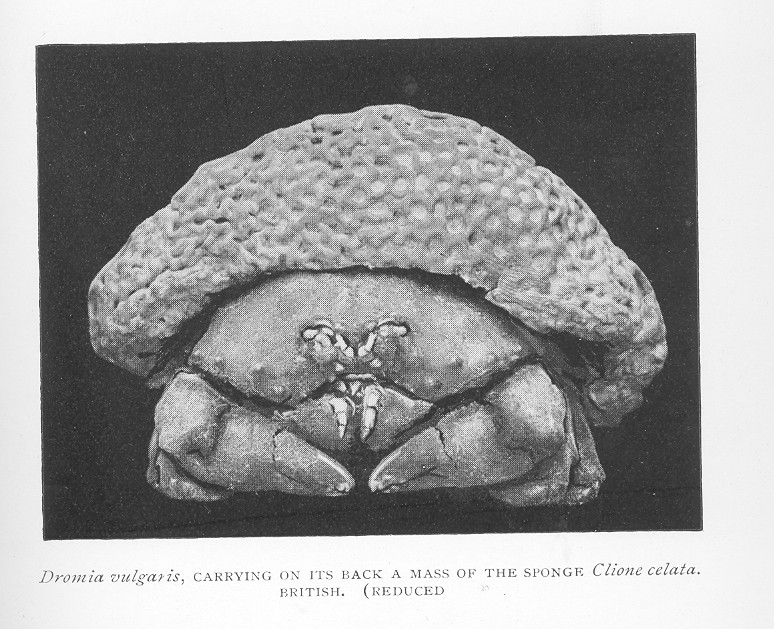
Szabórák (Dromia personata) viszi a hátán